# Тягач Radschlepper Ost
Тягач Radschlepper Ost (укр. Колісний трактор Схід) (Škoda RSO, Porsche 175) — був розроблений Фердинандом Порше для потреб Вермахту в час Другої світової війни. Через погані прохідність, керування на дорогах з твердим покриттям було виготовлено 206 машин. При проектуванні Порше використав досвід будівництва артилерійських тягачів М16/М17 періоду Першої світової війни. Важкий багатоцільовий тягач Radschlepper Ost виготовляли на заводі компанії Škoda у Млада-Болеслав. За задумом у першу чергу призначався для буксирування протитанкових гармат, легких гаубиць.

## Історія
Вже на початку війни з СРСР восени 1941 року у Вермахті далась взнаки гостра потреба у техніці з високою прохідністю через майже повну відсутність розвиненої мережі доріг на окупованих теренах. Оскільки війну завершити взимку 1941 року не вдалось, вже у квітні 1942 року управління озброєнь запропоновано розробити тягач високої прохідності з повним приводом, потужним двигуном, великим кліренсом, що вело до застосування коліс великого діаметра. Адольф Гітлер підтримав пропозицію з оснащенням тягача металевими колесами великого діаметра. Розробку доручили улюбленцю Гітлера Фердинанду Порше.
Прототип почали виготовляти 2 вересня 1942 року і презентували у листопаді 1942 року в присутності Гітлера, але він викликав чимало зауважень, що вимагали змін у конструкції, зокрема через високу витрату палива (200л на 100 км, на болоті 600 л на 100 км), але так і не були виправлені. Через завантаженість заводів Німеччини виготовлення тягача доручили заводу у Млада-Болеслав компанії Škoda.
Через застосування вузьких металевих коліс (діаметром 1,5 метри) тягач отримав високу питому вагу на ґрунт, через що прототипи загрузли на відносно твердій поверхні, а на замерзлій поверхні, кризі, він ставав майже некерованим. Тому він був визнаний непридатним для застосування на Східному фронті.
Radschlepper Ost використали у Нідерландах, Нормандії, Арденах.
На тягач планували встановити розроблений Порше карбюраторний 4-циліндровий мотор об'ємом 6023 см³. Як стартер у холодну погоду, підігрів тримісної кабіни використали 2-циліндровий мотор об'ємом 565 см³ потужністю 12 к.с. (половина мотора від моделі VW Typ 82). Тягач міг буксирувати до 5000 кг, а у кузові з брезентовим верхом могло розміститись до 15 солдатів. Тягове зусилля лебідки виносило 5000 кг.
За непевними даними Radschlepper Ost використовувався до 1960-х років в НДР.